# 15149 Loufaix
15149 Loufaix este un asteroid din centura principală de asteroizi.

## Descriere
15149 Loufaix este un asteroid din centura principală de asteroizi. A fost descoperit pe 2 martie 2000 în cadrul proiectului CSS. Asteroidul prezintă o orbită caracterizată de o semiaxă mare de 2,67 ua, o excentricitate de 0,12 și o înclinație de 13,9° în raport cu ecliptica.